# Autobahnkreuz Duisburg-Süd
Das Autobahnkreuz Duisburg-Süd (Abkürzung: AK Duisburg-Süd; Kurzform: Kreuz Duisburg-Süd) verbindet die Autobahnen 59 (Duisburg – Bonn) und 524 (Duisburg – Ratingen), sowie die Bundesstraßen 288 und 8n miteinander. Es hat die Form eines angepassten Kleeblattes.

## Geographie
Das Autobahnkreuz Duisburg-Süd liegt im Stadtbezirk Duisburg-Süd. Nächstgelegene Stadtteile sind Großenbaum, Huckingen und Rahm.
Das Autobahnkreuz trägt auf der A 59 die Anschlussstellennummer 16, auf der A 524 die Nummer 2.

## Geschichte
Im Juni 2012 wurde das Autobahnkreuz eröffnet. Im November 2014 ist das Kreuz aus allen Richtungen befahrbar geworden. Lediglich einige Fahrbahnmarkierungen fehlten noch. Vor 2012 wurde das Kreuz noch als Anschlussstelle (AS) Duisburg-Süd geführt. Das Autobahnkreuz findet, als finanziell größtes Projekt von StraßenNRW, auf der Homepage von StraßenNRW nicht statt.

## Bauform und Ausbauzustand
Die A 59 von Norden, die von Westen nach Osten verlaufende A 524 und die B 8 nach Süden sind allesamt vierspurig ausgebaut.
Das Autobahnkreuz wurde als angepasstes Kleeblatt angelegt. Die A 524 endet westlich des Kreuzes hinter der Anschlussstelle Duisburg-Huckingen und geht zweistreifig in die B 288 über. Es ist geplant, die B 288 komplett bis nach Krefeld als Weiterführung der A 524 umzubauen.

## Verkehrsaufkommen
Das Kreuz wurde im Jahr 2015 täglich von rund 55.000 Fahrzeugen befahren.
| Von                                | Nach                     | Durchschnittliche tägliche Verkehrsstärke | Durchschnittliche tägliche Verkehrsstärke | Durchschnittliche tägliche Verkehrsstärke | Anteil Schwerlastverkehr | Anteil Schwerlastverkehr | Anteil Schwerlastverkehr |
| Von                                | Nach                     | 2005                                      | 2010                                      | 2015                                      | 2005                     | 2010                     | 2015                     |
| ---------------------------------- | ------------------------ | ----------------------------------------- | ----------------------------------------- | ----------------------------------------- | ------------------------ | ------------------------ | ------------------------ |
| AS Duisburg-Großenbaum (A 59)      | AK Duisburg-Süd          | 29.900                                    | 29.500                                    | 41.100                                    | 6,1 %                    | 5,6 %                    | 5,0 %                    |
| AK Duisburg-Süd                    | AS Wittlaer (B 8n)       | -                                         | -                                         | 25.800                                    | -                        | -                        | 4,1 %                    |
| AS Düsseldorfer Landstraße (B 288) | AK Duisburg-Süd          | 30.100                                    | 27.300                                    | 23.000                                    | 6,1 %                    | 6,8 %                    | 7,9 %                    |
| AK Duisburg-Süd                    | AS Duisburg-Rahm (A 524) | 26.900                                    | 26.600                                    | 20.100                                    | 7,6 %                    | 7,3 %                    | 8,0 %                    |